# Ole Wilhelm Lund
Ole Wilhelm Lund (født 5. august 1848 på Horten, død 29. marts 1915 i Kristiania) var en norsk officer og ingeniør, søn af Bernt Lund, bror til Alf Lund og far til Diderich Hegermann Lund.
Lund blev student 1865, løjtnant 1870, kaptajn 1889, oberstløjtnant 1901; tog afsked fra militærtjenesten 1908. Ved siden af sin militære virksomhed var Lund beskæftiget med særdeles omfattende ingeniørarbejder. Han var således med at foretage den første udstikning af Bergensbanens højfjeldsovergang og udførte, hovedsagelig som entreprenør, dels alene, dels sammen med andre, en hel del betydelige anlæg, væsentlig af jernbaner, i Norge. Han var norsk direktør (1883—89) i det engelske selskab, som havde koncession på Ofotbanen, og udførte som selskabets ingeniør planlæggelsen af denne bane fra Ofoten til Gellivare. Som chefingeniør og repræsentant i Norge for Luossavaara-Kiirunavaara Aktiebolag planlagde og udførte han fra 1898 de storartede anlæg af kajer etc. i Narvik.